# Villers-Bretonneux
Villers-Bretonneux és un municipi francès situat al departament del Somme i a la regió dels Alts de França. L'any 2007 tenia 4.116 habitants.

## Demografia

### Població

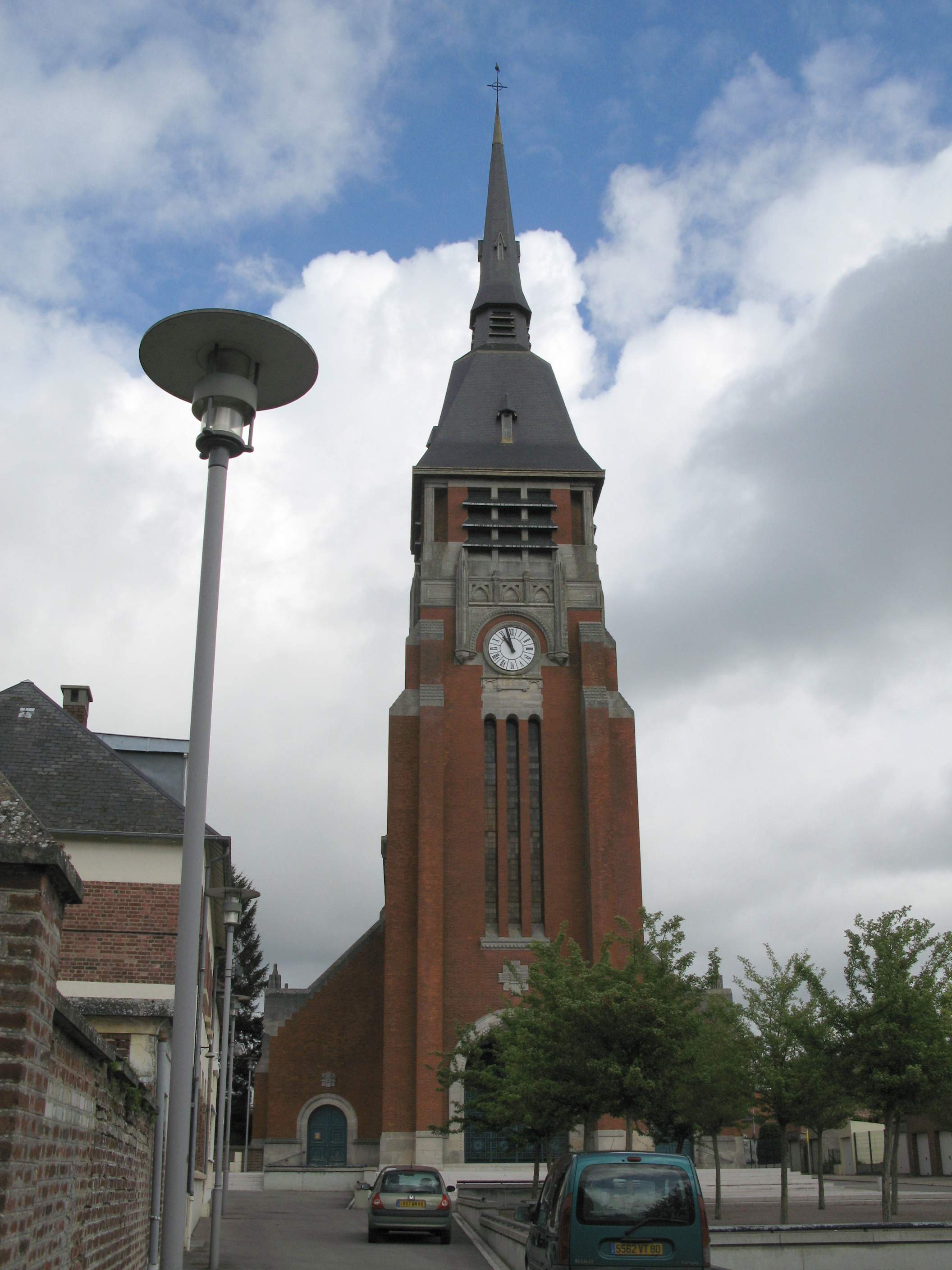
Campanar

El 2007 la població de fet de Villers-Bretonneux era de 4.116 persones. Hi havia 1.528 famílies de les quals 332 eren unipersonals (108 homes vivint sols i 224 dones vivint soles), 480 parelles sense fills, 628 parelles amb fills i 88 famílies monoparentals amb fills.

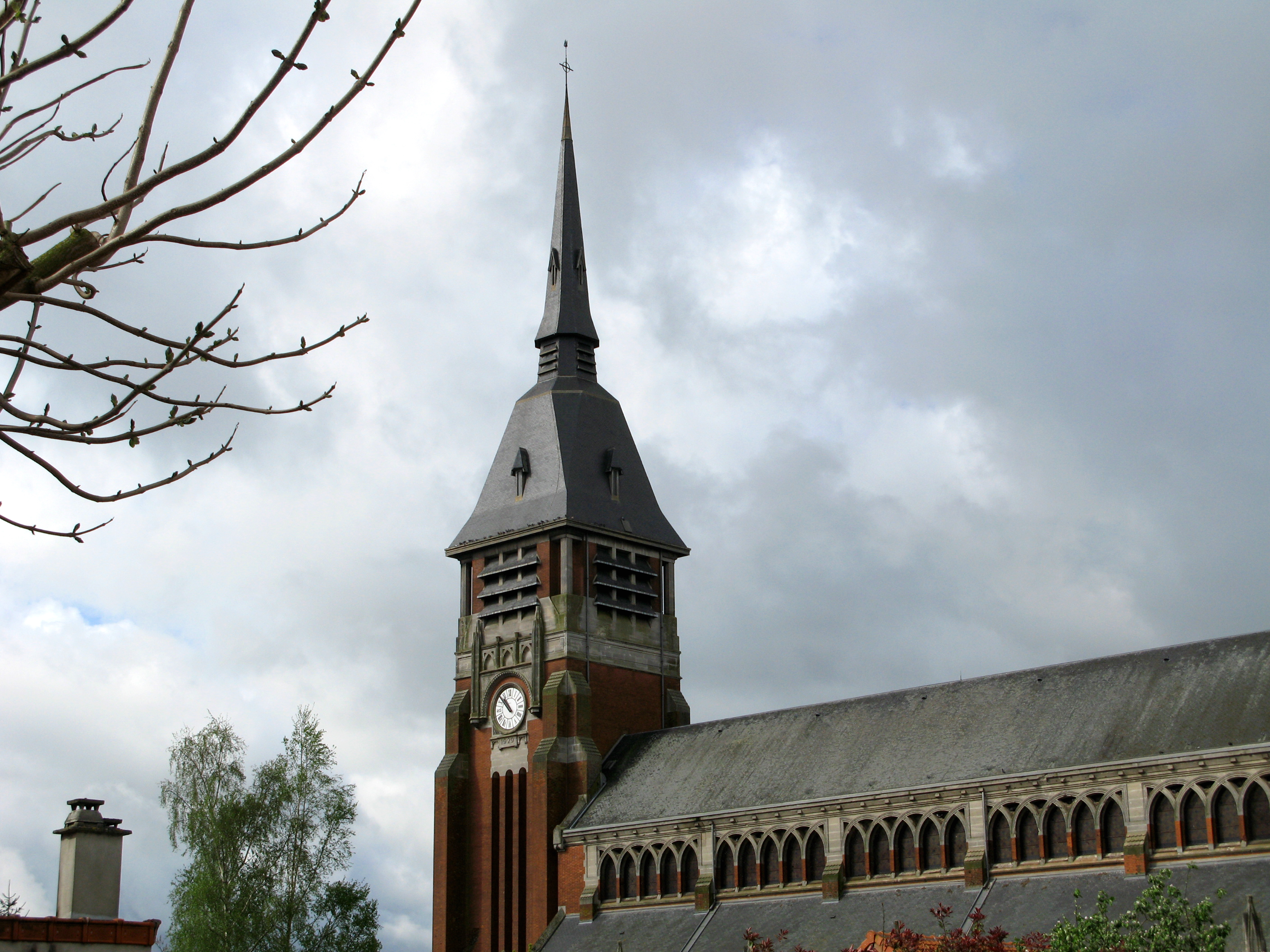

La població ha evolucionat segons el següent gràfic:
Habitants censats

### Habitatges
El 2007 hi havia 1.679 habitatges, 1.559 eren l'habitatge principal de la família, 22 eren segones residències i 98 estaven desocupats. 1.535 eren cases i 143 eren apartaments. Dels 1.559 habitatges principals, 1.164 estaven ocupats pels seus propietaris, 359 estaven llogats i ocupats pels llogaters i 36 estaven cedits a títol gratuït; 5 tenien una cambra, 61 en tenien dues, 237 en tenien tres, 435 en tenien quatre i 821 en tenien cinc o més. 1.042 habitatges disposaven pel capbaix d'una plaça de pàrquing. A 645 habitatges hi havia un automòbil i a 705 n'hi havia dos o més.

### Piràmide de població

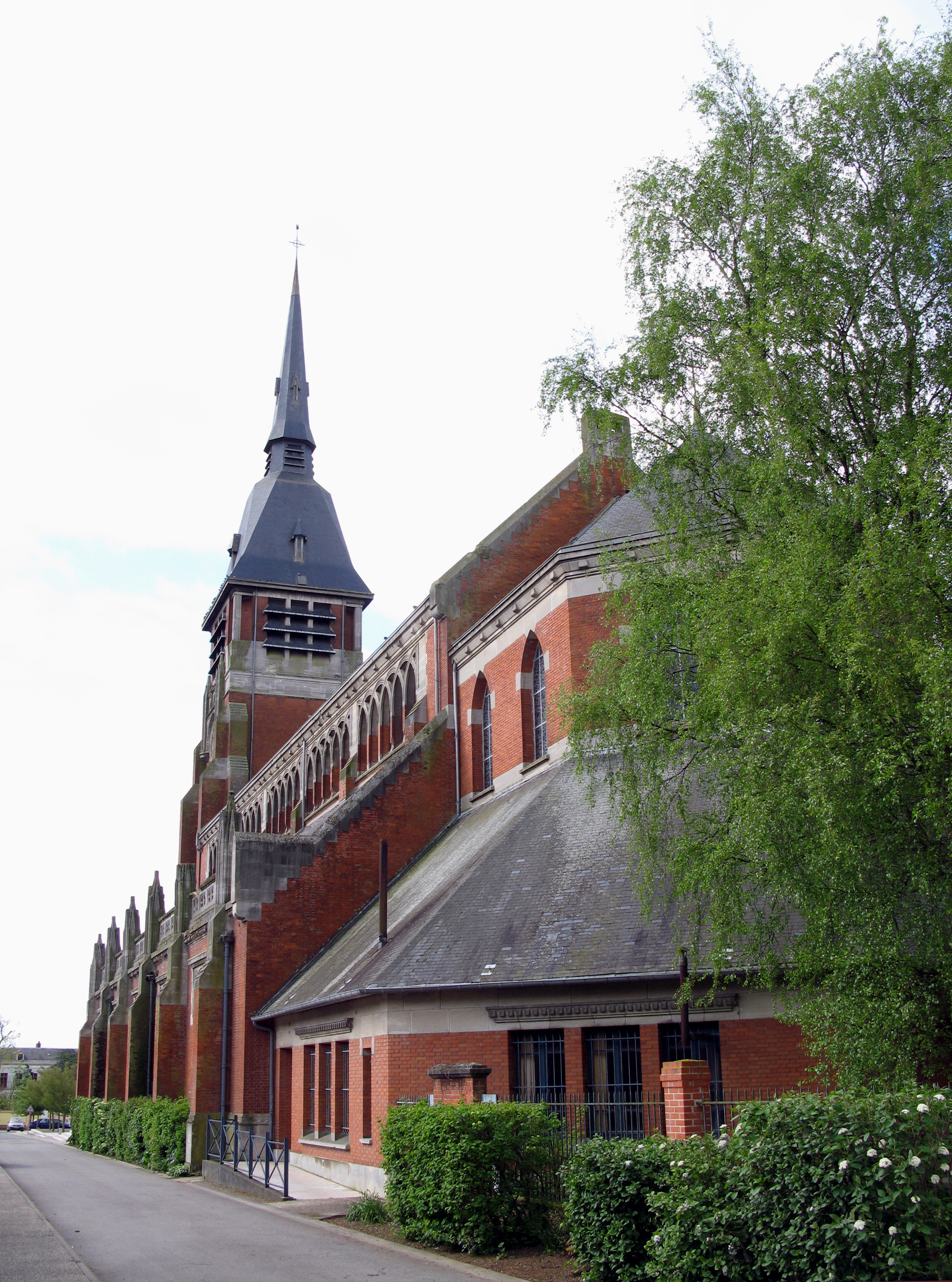

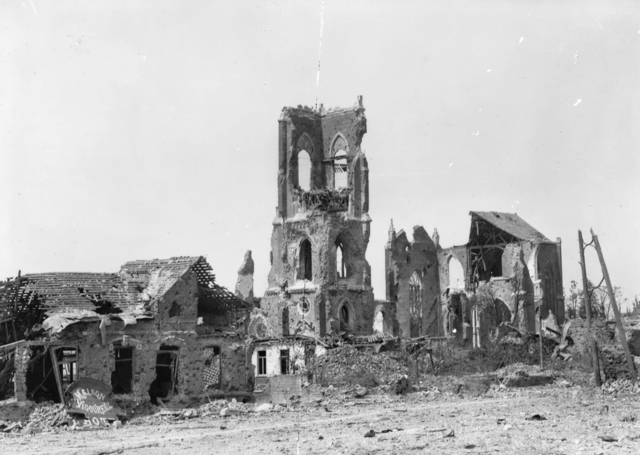
runes a la Primera Guerra Mundial

La piràmide de població per edats i sexe el 2009 era:
| Homes | Edats   | Dones |
| ----- | ------- | ----- |
| 0     | 95 o +  | 8     |
| 16    | 90 a 94 | 36    |
| 24    | 85 a 89 | 56    |
| 4     | 80 a 84 | 64    |
| 56    | 75 a 79 | 104   |
| 68    | 70 a 74 | 92    |
| 96    | 65 a 69 | 68    |
| 76    | 60 a 64 | 88    |
| 60    | 55 a 59 | 80    |
| 108   | 50 a 54 | 108   |
| 136   | 45 a 49 | 112   |
| 152   | 40 a 44 | 148   |
| 208   | 35 a 39 | 192   |
| 124   | 30 a 34 | 132   |
| 156   | 25 a 29 | 132   |
| 88    | 20 a 24 | 92    |
| 96    | 15 a 19 | 132   |
| 160   | 10 a 14 | 132   |
| 148   | 5 a 9   | 160   |
| 124   | 0 a 4   | 92    |

## Economia

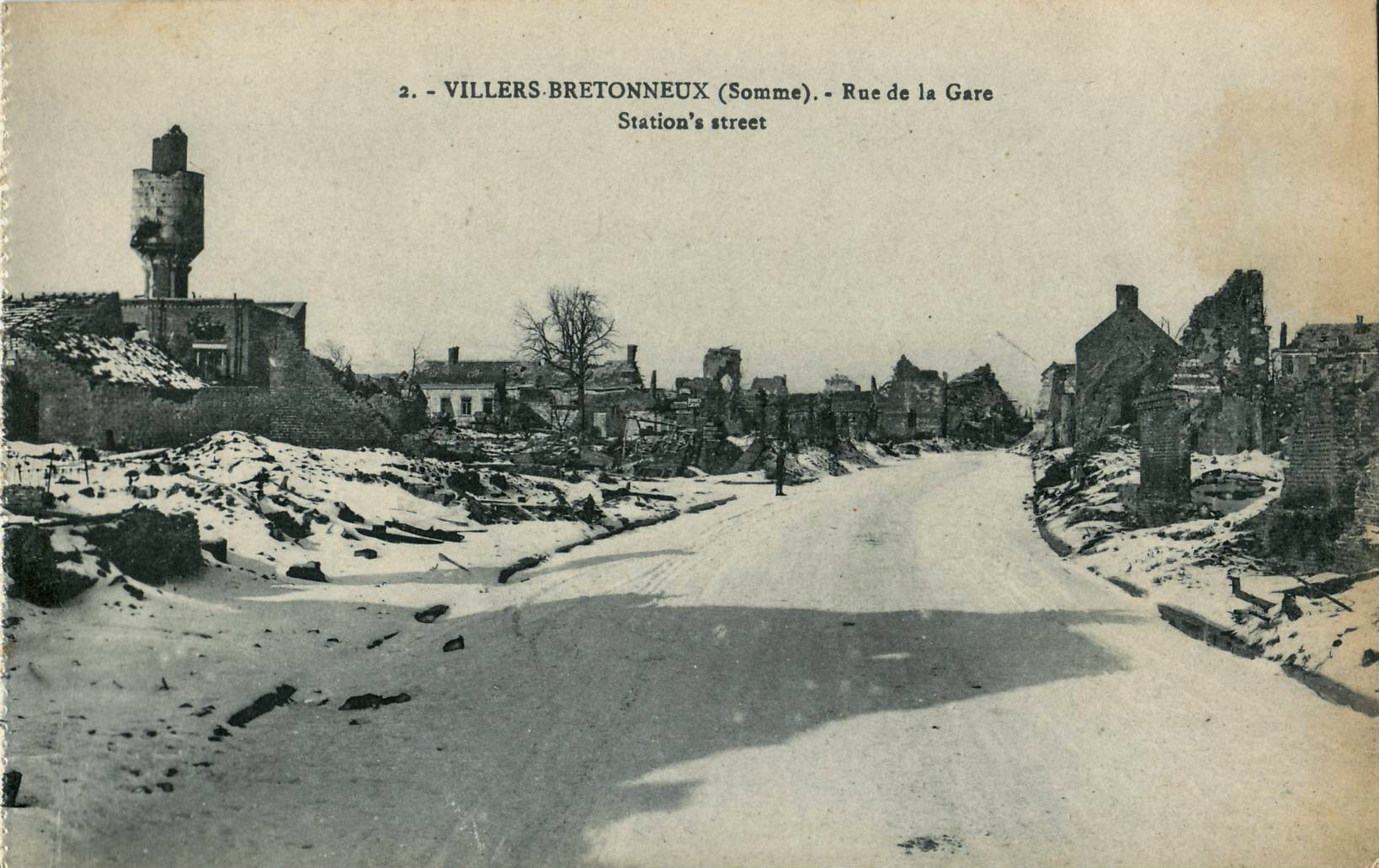

El 2007 la població en edat de treballar era de 2.661 persones, 1.996 eren actives i 665 eren inactives. De les 1.996 persones actives 1.824 estaven ocupades (968 homes i 856 dones) i 172 estaven aturades (81 homes i 91 dones). De les 665 persones inactives 207 estaven jubilades, 256 estaven estudiant i 202 estaven classificades com a «altres inactius».

### Ingressos
El 2009 a Villers-Bretonneux hi havia 1.592 unitats fiscals que integraven 4.133,5 persones, la mediana anual d'ingressos fiscals per persona era de 18.415 €.

### Activitats econòmiques

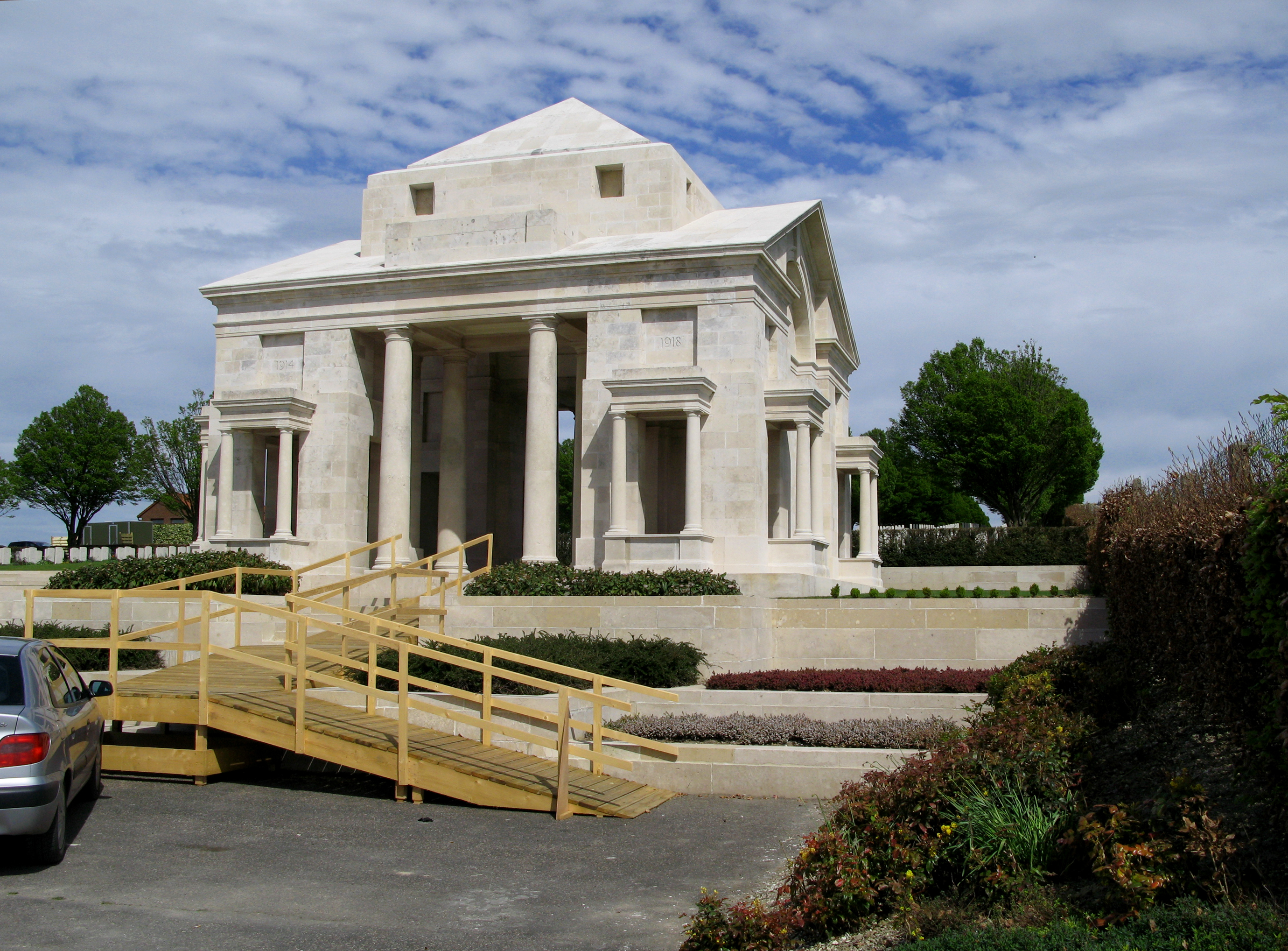

Dels 158 establiments que hi havia el 2007, 1 era d'una empresa extractiva, 7 d'empreses alimentàries, 1 d'una empresa de fabricació de material elèctric, 4 d'empreses de fabricació d'altres productes industrials, 20 d'empreses de construcció, 34 d'empreses de comerç i reparació d'automòbils, 8 d'empreses de transport, 6 d'empreses d'hostatgeria i restauració, 5 d'empreses d'informació i comunicació, 9 d'empreses financeres, 6 d'empreses immobiliàries, 15 d'empreses de serveis, 34 d'entitats de l'administració pública i 8 d'empreses classificades com a «altres activitats de serveis».
Dels 43 establiments de servei als particulars que hi havia el 2009, 1 era una gendarmeria, 1 oficina de correu, 3 oficines bancàries, 1 funerària, 6 tallers de reparació d'automòbils i de material agrícola, 4 autoescoles, 2 paletes, 4 guixaires pintors, 2 fusteries, 5 lampisteries, 3 electricistes, 6 perruqueries, 1 veterinari, 2 restaurants, 1 agència immobiliària i 1 saló de bellesa.
Dels 15 establiments comercials que hi havia el 2009, 3 eren supermercats, 4 fleques, 3 carnisseries, 1 una peixateria, 1 una llibreria, 1 una botiga de roba, 1 una botiga d'equipament de la llar i 1 una botiga de material de revestiment de parets i terra.
L'any 2000 a Villers-Bretonneux hi havia 17 explotacions agrícoles que ocupaven un total de 1.694 hectàrees.

## Equipaments sanitaris i escolars

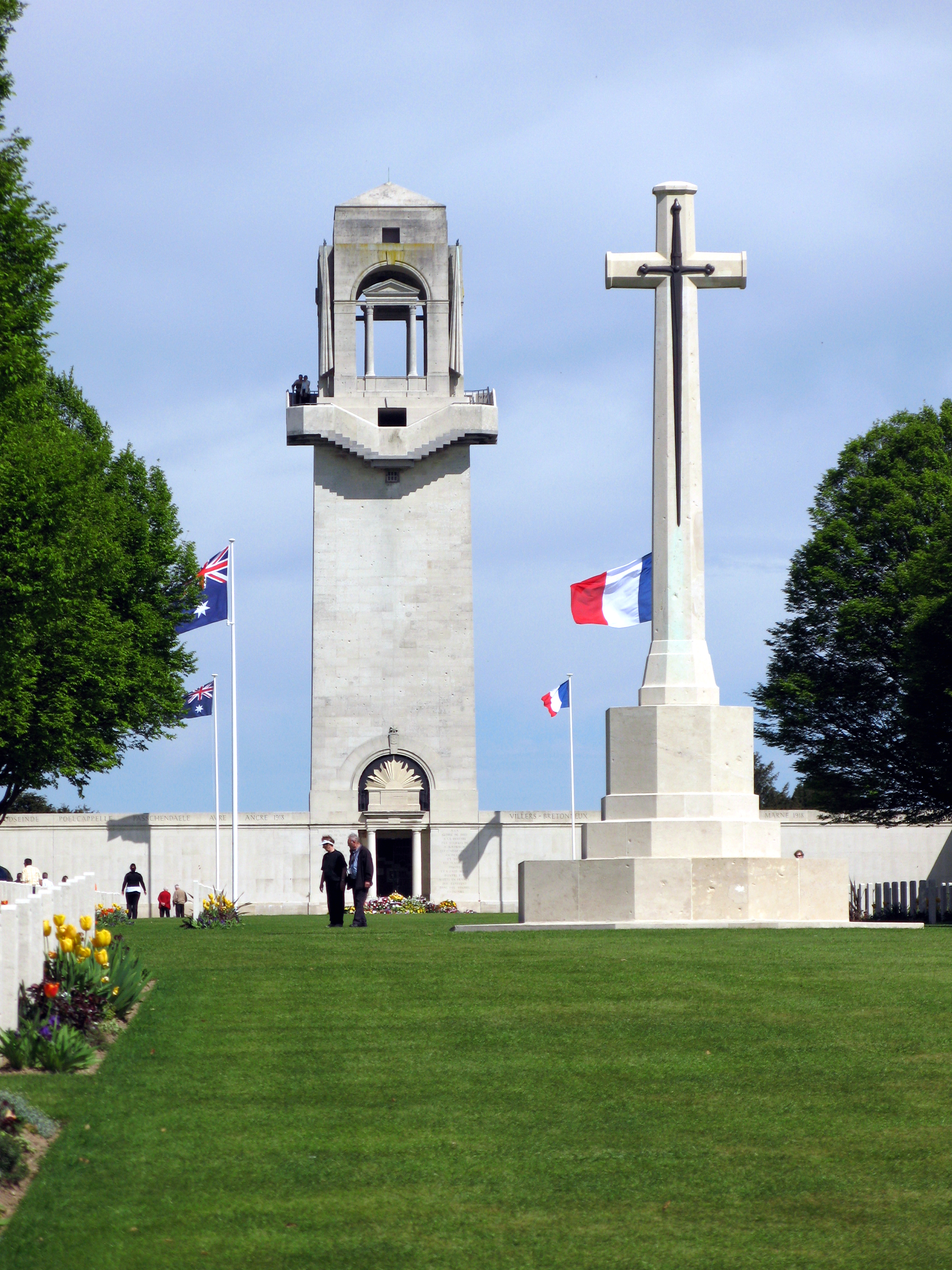

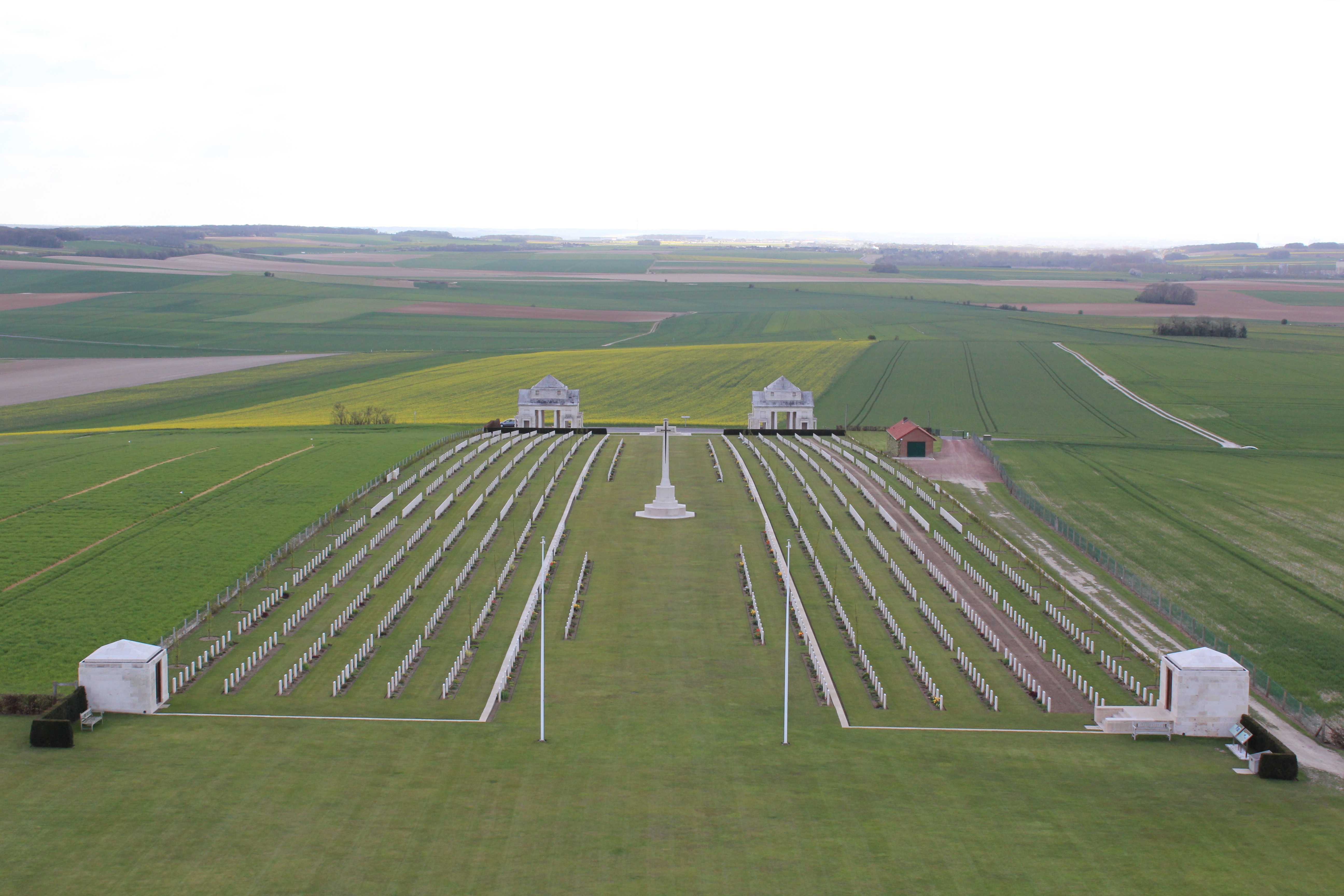
cementiri militar

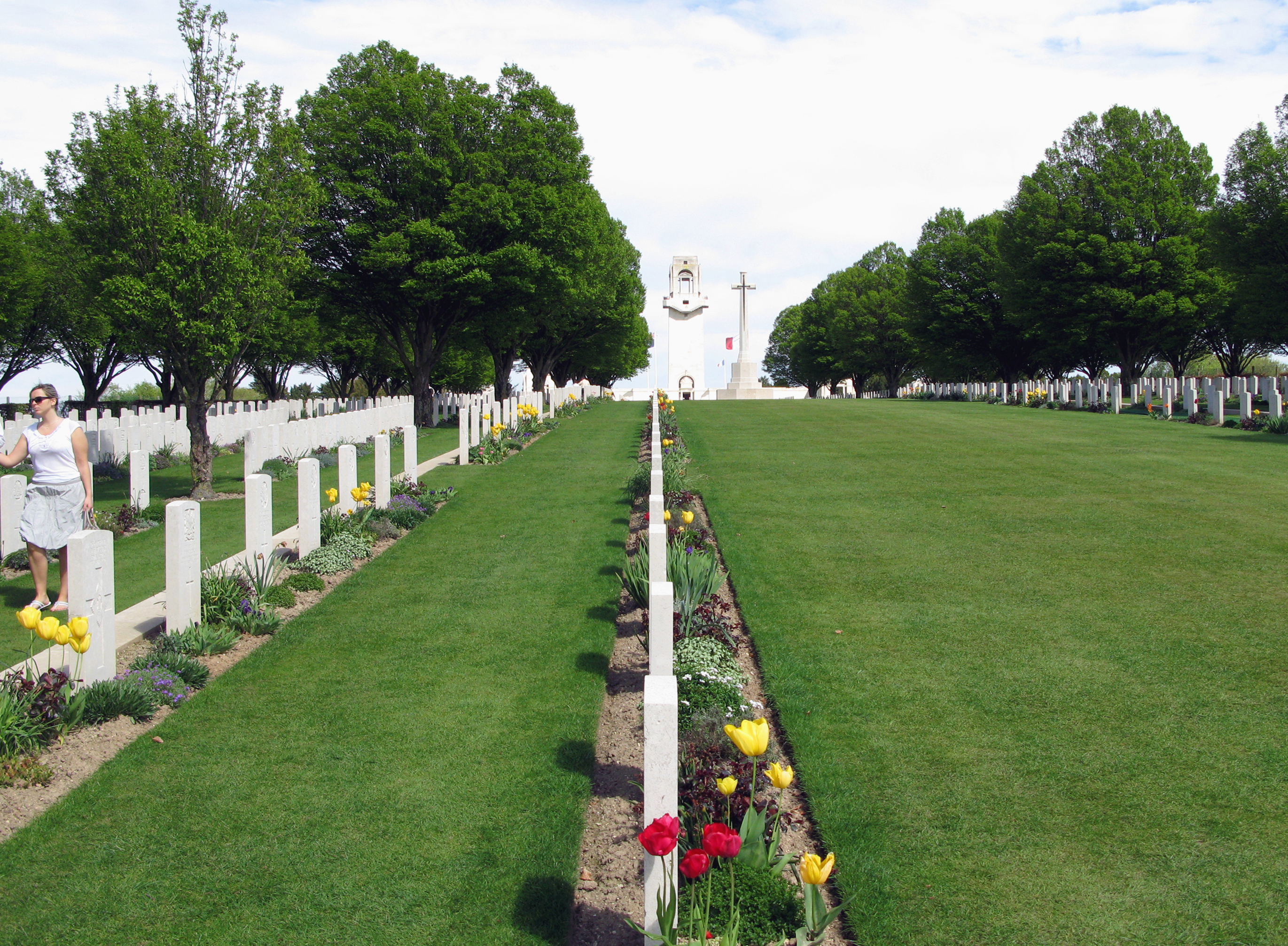

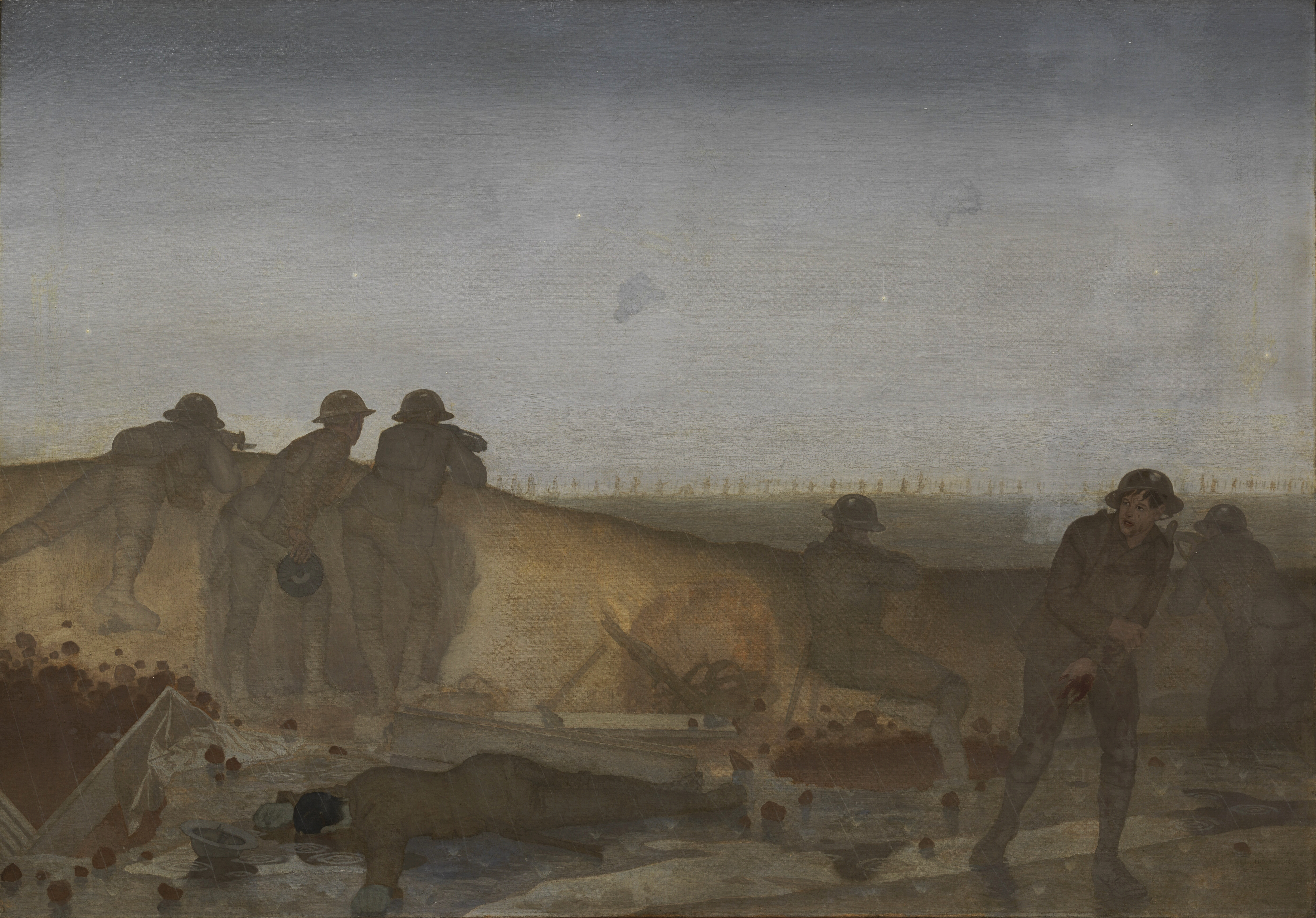
Atac alemany a la Primera Guerra Mundial

El 2009 hi havia 1 hospital de tractaments de mitja durada (seguiment i rehabilitació), 2 farmàcies i 1 ambulància.

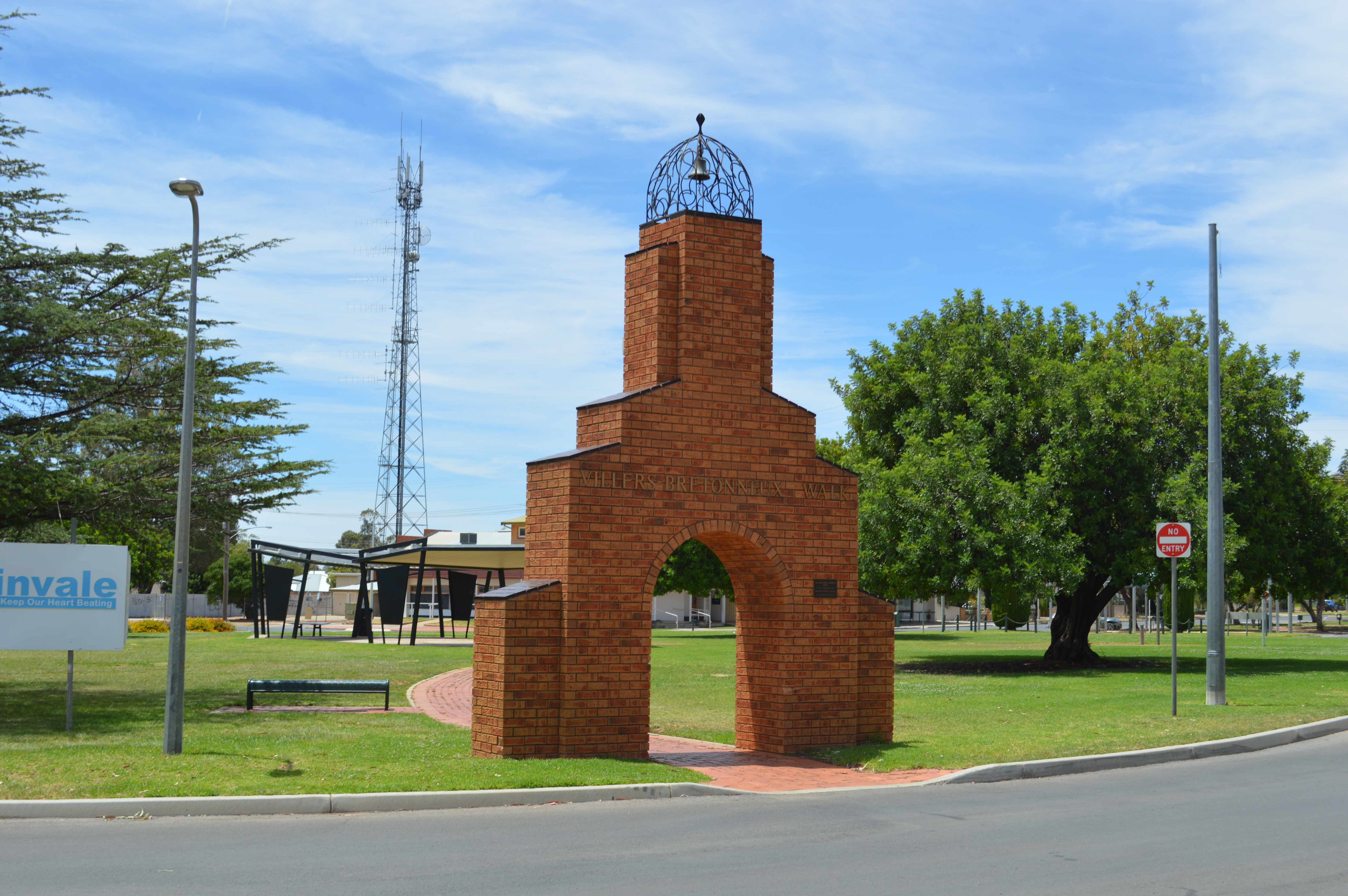

El 2009 hi havia 1 escola maternal i 2 escoles elementals. Villers-Bretonneux disposava d'un col·legi d'educació secundària amb 296 alumnes.

## Poblacions properes
El següent diagrama mostra les poblacions més properes.

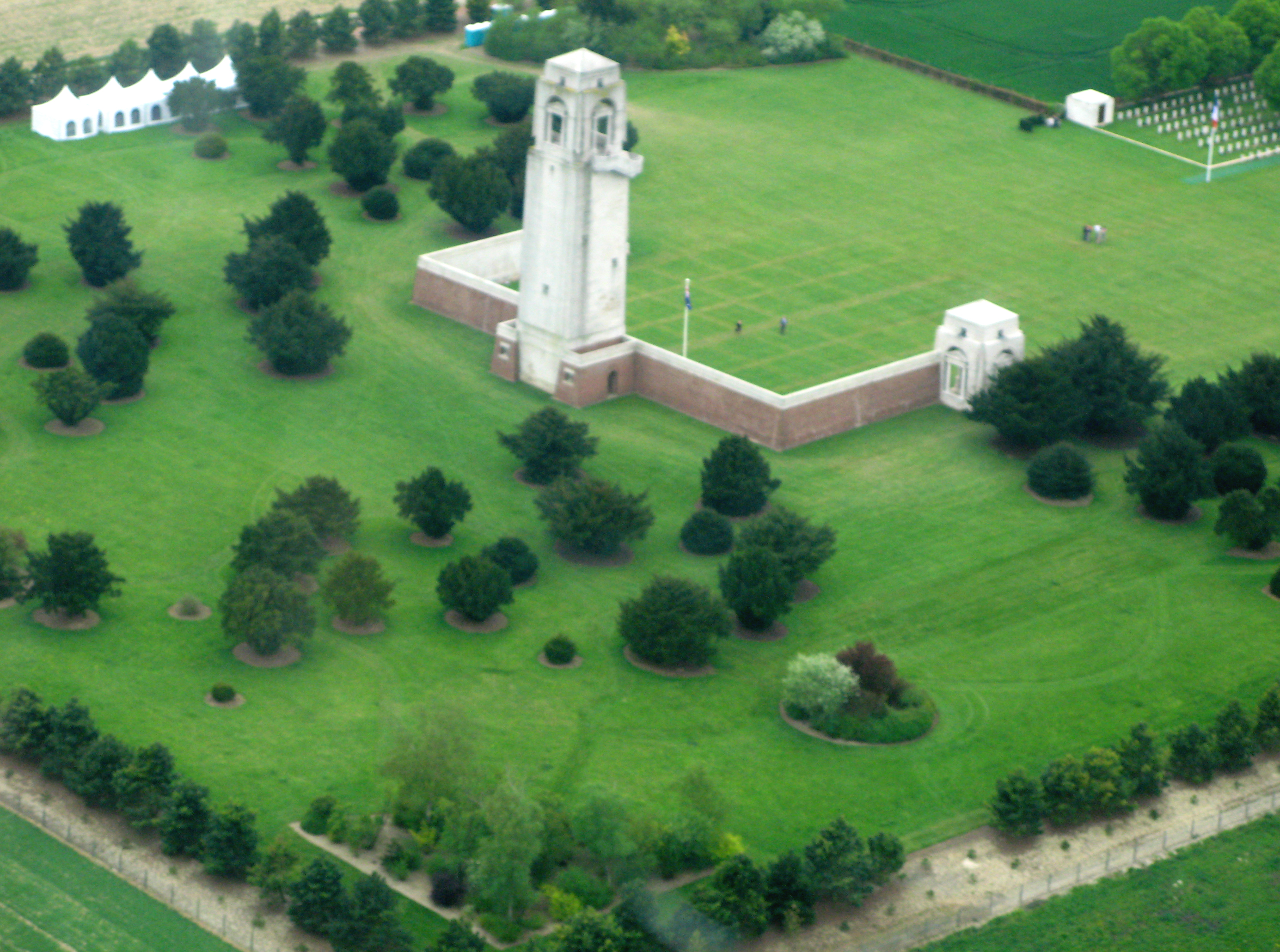